# Barbara Tuge-Erecińska
Barbara Krystyna Tuge-Erecińska (Polish pronunciation: [tugɛ-ɛrɛ't͡ɕiɲska ]; nascut el 24 de març de 1956) va ser ambaixadora de la República de Polònia a Suècia (1991-1997), a Dinamarca (2001-2005), al Regne Unit de Gran Bretanya i Irlanda del Nord (2006-2012), a Xipre (2014-2018), on va ser substituïda per Irena Lichnerowicz-Augustyn.

## Biografia
Després de graduar-se el 1980 a la Universitat de Gdańsk amb l'inici del moviment anticomunista de Solidarność, Tuge-Erecińska es va unir a la Unió i va crear el Departament Internacional de Solidaritat. "En certa manera, aquest va ser el meu primer càrrec diplomàtic", va dir. El seu pare i el seu avi eren membres de l'Armia Krajowa durant les ocupacions alemanyes i soviètiques de Polònia durant la Segona Guerra Mundial. Van ser arrestats pels soviètics i enviats a Sibèria. Tots dos van sobreviure als gulags gràcies a la determinació salvadora del seu pare.
Tuge-Erecińska va treballar estretament amb el líder de Solidaritat Lech Wałęsa durant els anys vuitanta. Quan es va declarar la llei marcial a Polònia el 13 de desembre de 1981, es va unir a la protesta a les drassanes. Va ser ella qui va introduir clandestinament la declaració oficial dels treballadors en vaga que la resistència continuaria malgrat el cop d'estat militar. Va ajudar les famílies dels presos polítics i va crear una comissió amb l'església polonesa per ajudar-les. Activa a la clandestinitat durant la llei marcial a Polònia, va ser assetjada pel partit comunista. "No va ser gran cosa en comparació amb el que va passar a alguns", va recordar. "La pitjor experiència va ser quan el meu fill tenia un any: veure aquells homes de seguretat buscant al bressol del meu nadó". Gairebé una dècada després, el 1989, durant les primeres eleccions parcialment lliures al Bloc de l'Est, Tuge-Erecińska va ser nomenada enllaç de Gdańsk amb els dignataris i periodistes estrangers que visitaven Wałęsa, el president "real" de Polònia. Després de la victòria electoral de Wałęsa el 1990, va ser nomenada ambaixadora a Suècia (1991-1997). "Als 35 anys, no només era l'única dona de la nostra ambaixada, sinó que també era el membre més jove del personal", va dir a la revista British Diplomat.
El 1999, Tuge-Erecińska es va convertir en la primera sotsminustra d'Afers exteriors de Polònia - càrrec que va ocupar fins a 2001, i de nou el 2005. Durant el seu discurs inaugural com a ambaixadora al Regne Unit, Tuge-Erecińska va dir: "Em sento privilegiada de ser enviat a aquest lloc especial, que ens va donar suport durant els dies més foscos... " El seu treball com a diplomàtica del més alt nivell gira al voltant de la participació polonesa a la UE amb la seva complexa vida política i economia. Entre 2014 i 2018 va ser ambaixadora a Xipre.

## Guardons
- Creu d'Or al Mèrit - 1997[5]
- Comandant de l'Orde al Mèrit de la República Italiana - 2000[6]
- Comandant de l’Orde al Mèrit de la República d'Hongria - 2001
- Comandant de l'Orde del Dannebrog - 2005
- Gran Creu de l’Ordre pro Merito Melitensi - 2011
- Gran Creu de l'Orde Sagrada Militar Constantiniana de Sant Jordi - 2012[7]